# Турач двошпоровий
Тура́ч двошпоровий (Pternistis bicalcaratus) — вид куроподібних птахів родини фазанових (Phasianidae). Мешкає в Західній Африці і Марокко.

## Опис

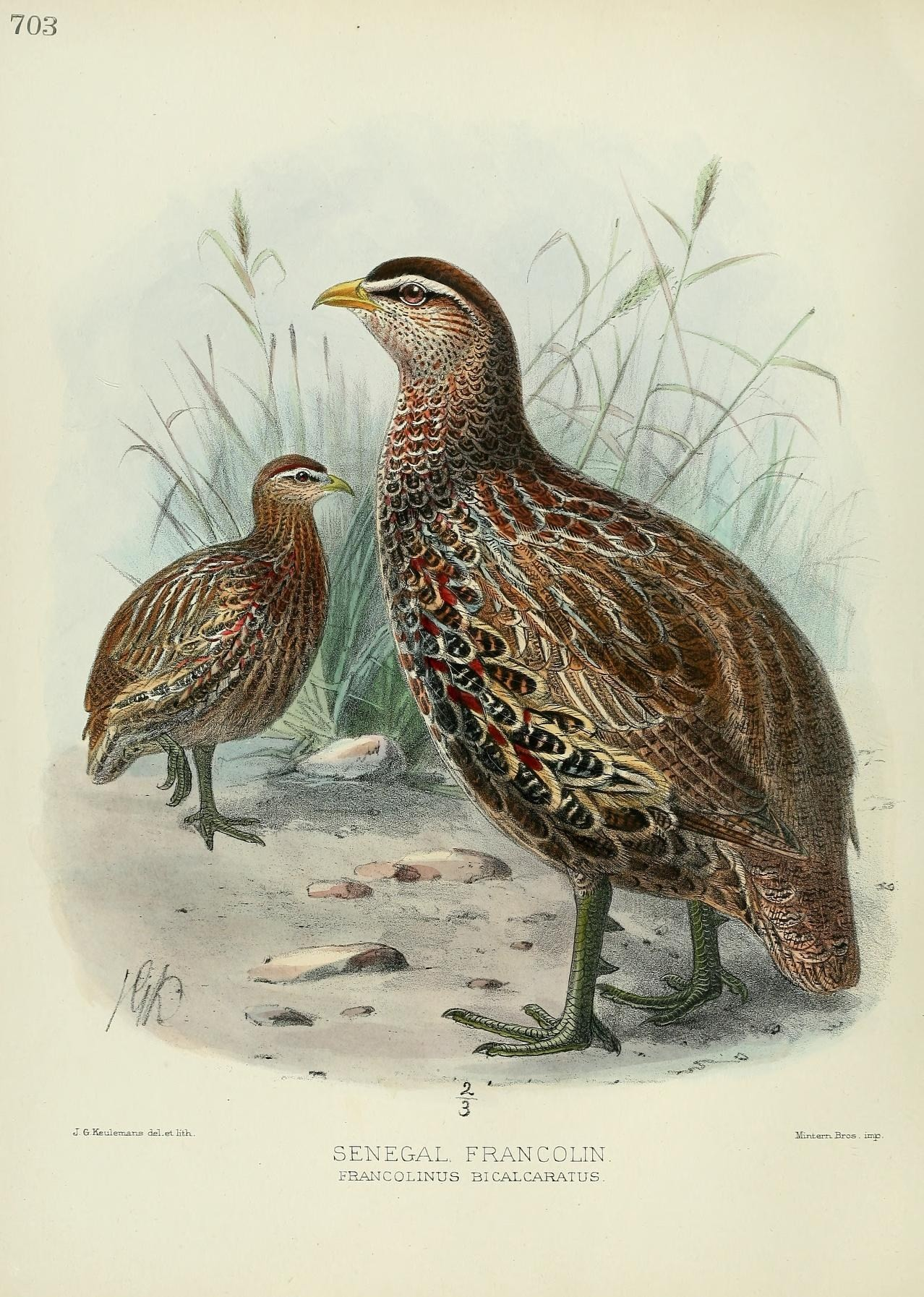
Двошпоровий турач

Довжина птаха становить 30-35 см, розмах крил 45-50 г. Самці важать 507 г, самиці 381 г. Верхня частина голови рудувато-коричнева, лоб чорний, над очима білі "брови", перед очима чорні смуги. Решта голови кремова, поцяткована темними плямками. Шия, груди і нижня частина тіла коричневі, поцятковані чорними і білими смугами, боки поцятковані вузькими світлими смужками. Верхня частина тіла бура, поцяткована тонкими чорними і світлими смугами. Махові пера сірувато-коричневі, поцятковані охристими смужками. Хвіст сірий, поцяткований коричневими смугами. У самців на шиї каштановий "комір", на щоках білі плями, крила коричневі, на лапах по дві шпори. Очі карі, дзьоб і лапи оливково-зелені. Молоді птахи мають менш яскраве забарвлення, смуги на верхній частині тіла у них менш помітні, боки менш смугасті.

## Таксономія
В 1760 році французький зоолог Матюрен Жак Бріссон включив опис двошпорового турача до своєї книги "Ornithologie", описавши птаха за зразком, зібраним в Сенегалі. Він використав французьку назву La Perdrix du Sénégal та латинську назву Perdix Senegalensis. Однак, хоч Бріссон і навів латинську назву, вона не була науковою, тобто не відповідає біномінальній номенклатурі і не визнана Міжнародною комісією із зоологічної номенклатури. Коли в 1766 році шведський натураліст Карл Лінней випустив дванадцяте видання своєї Systema Naturae, він доповнив книгу описом 240 видів, раніше описаних Бріссоном. Одним з цих видів був двошпоровий турач, для якого Лінней придумав біномінальну назву Tetrao bicalcaratus. Згодом двошпорового турача було переведено до роду Pternistis, введеного німецьким натуралістом Йоганном Георгом Ваглером у 1832 році. Молекулярно-філогенетичне дослідження, результати якого були опублікована у 2019 році, показало, що двошпоровий турач є сестринським видом по відношенню до жовтодзьобого турача.

### Підвиди
Виділяють три підвиди:
- P. b. adamauae (Neumann, 1915) — від центральної Нігерії до Камеруну і південно-західного Чаду;
- P. b. ayesha (Hartert, E, 1917) — захід Марокко;
- P. b. bicalcaratus (Linnaeus, 1766) — від Сенегалу і південної Мавританії до західної Нігерії.

## Поширення і екологія
Двошпорові турачі мешкають в Марокко, Мавританії, Сенегалі, Гамбії, Гвінеї-Бісау, Гвінеї, Сьєрра-Леоне, Ліберії, Кот-д'Івуарі, Гані, Того, Беніні, Буркіна-Фасо, Малі, Нігері, Чаді, Нігерії і Камеруні. Вони живуть на відкритих місцевостях, місцями порослих чагарниками і деревами, на узліссях тропічних лісів, в рідколіссях і в чагарникових заростях на берегах річок і озер. Зустрічаються парами або зграйками до 12 птахів, в Західній Африці іноді до 40 птахів. Живляться переважно насінням, пагонами, корінцями, плодами, а також безхребетними, зокрема термітами і сараною. В Марокко сезон розмноження триває з кінця лютого по червень з піком у березні-квітні, в Сенегалі з січня по березень і з травня по грудень. В кладці 6 яєць пішаного кольору, іноді поцяткованих бурими плямками.